# Fusuizaur
Fusuizaur (Fusuisaurus) – rodzaj zauropoda z grupy tytanozaurów (Titanosauria) żyjącego we wczesnej kredzie na terenach dzisiejszej Azji. Jego szczątki znaleziono w chińskim regionie autonomicznym Kuangsi. Fusuizaur został opisany w oparciu o kość miedniczną, kości łonowe, kości grzbietu i kość udową. Przez Mo i współpracowników został uznany za bazalnego przedstawiciela tytanozaurów. Nazwa rodzajowa Fusuisaurus, oznaczająca „jaszczur z Fusui”, pochodzi od powiatu Fusui, w którym odnaleziono jego szczątki, zaś epitet gatunkowy honoruje chińskiego paleontologa Zhao Xijina.